# Platonova Akademija
Koordinati:   37°59′33″N, 23°42′29″E
Akademíja je bila izobraževalna ustanova, ki jo je leta 387 pr. n. št. ustanovil Platon. Šola se je nahajala blizu Aten, pri sadovnjaku ali gozdiču, ki je bil posvečen legendarnemu heroju Akademu (Akademos), po katerem se je poslej imenovalo to predmestje.

## Zgodovina
Leta 387 pr. n. št. je Platon v Akademovem rajonu odkupil zemljišče in zgradil prvi sedež za sestanke s svojimi učenci. To je bil začetek šole, ki je postala znana pod imenom akademija.  Uradno je bila priznana kot verska sekta, ki je častila boga Apolona in muze, dejansko pa je bila prva filozofska šola, ki je imela organiziran urnik oz. spored predavanj. Slušatelji so bili sinovi bogatih družin iz Aten in drugih krajev, ki so obiskovali gimnazijo, čigar sedež je bil v istem gozdiču. Platonova šola je bila pravzaprav nekakšen internat, kjer so dijaki živeli skupaj s Platonom, ki je dopolnjeval njihovo vzgojo z lastnimi nazori. Tako so se v sklopu gimnazije učili znanosti (matematika, astronomija, glasba) in vadili telovadbo in šport, medtem ko jim je filozofske nauke posredoval Platon med sprehodi po sadovnjaku.
Po Platonovi smrti so se njegovi nauki in predvsem njegov svetovni nazor prenašali neokrnjeni do leta 265 pr. n. št., ko je vodstvo akademije prevzel Arkezilaj, ki je uvedel skepticizem. Ta filozofska smer je pogojevala platonizem do prvega stoletja pr. n. št. Ko je Filon iz Larise prevzel vodstvo akademije, je dal njenim filozofskim naukom spet novo smer. Čeprav se je smatral za skeptika, je vendar močno odstopil od skrajnih naukov skepticizma in uvedel potrebo po upoštevanju vseh različnih teorij in po končni izbiri sintetičnega nauka. 
Danes, po preteku stoletij, gledamo na Platonovo akademijo kot na dolgotrajno ustanovo, a v antiki so jo pojmovali kot skupino petih šol, ki jim je bilo skupno samo ime. S tem so razlikovali filozofske nauke Platonovih naslednikov. Vendar že Ciceron priznava le dve akademiji, staro in novo, kjer je nova akademija tista, ki jo je ustanovil Filon. Filonova šola je bila zadnje obdobje platonizma. Po njem je prevzel vodstvo akademije Antioh iz Askalone, ki je imel povsem drugačen filozofski nazor. Z njim se zaključi delovanje Atenske akademije. 

## Druge akademije
Proti koncu 4. stoletja je Plutarh obnovil Platonovo filozofijo z ustanovitvijo Neoplatonske akademije. Sestavljali so jo pretežno poganski filozofi, ki bizantinskim oblastem niso bili pogodu, zato so bili obtoženi političnega spletkarjenja. Šola je bila uradno ukinjena leta 529. Njeni zadnji predstavniki so skušali obnoviti delovanje v Perziji, a jim ni uspelo.
Z renesančno akademijo se označuje šola, ki je bila ustanovljena v Firencah leta 1459. Filozofi, ki so izšli iz te šole, so pravi nasledniki Platonovih idej. Mednje se štejejo med drugimi Marsilio Ficino, Nikolaj Kuzanski, Angelo Poliziano, Giovanni Pico della Mirandola, pozneje Niccolò Machiavelli in Gian Giorgio Trissino, kot tudi dva znamenita predstavnika Medičejcev, Giuliano de' Medici in Lorenzo de' Medici Veličastni. Akademijo je ukinil prav Medičejec Giulio de' Medici, poznejši papež Klemen VII., ko so se nekateri pripadniki zarotili proti njemu (1523).
Leta 1494 je Leonardo da Vinci v Milanu ustanovil Accademio Vinciano kot slikarsko šolo. Akademijo so kot učne ustanove kasneje nadomestile cehovske  delavnice. V Franciji so v 17. stoletju akademije ustanavljali vladarji in so praviloma gojile klasične umetnosti.
Danes je to visoka šola za likovne umetnosti.